# Awet Gebremedhin Andemeskel
Awet Andemeskel (Eritrea, 5 de febrero de 1992) es un ciclista sueco.
Debutó como profesional con el equipo Kuwait-Cartucho.es en la temporada 2017 tras haber corrido en el Marco Polo Cycling Team, denominado Proyecto ciclista solidario. Ese año consiguió como resultados más destacados la sexta posición en la general de la Vuelta a Cantabria y decimotercera en la general de la Vuelta a Valencia.
A primeros de 2017 se hizo oficial el fichaje de Awet por el EC Cartucho.es, equipo filial del Kuwait-Cartucho.es. Tras un mes en el equipo pasa a formar parte del Kuwait-Cartucho.es.

## Palmarés
Todavía no ha logrado ninguna victoria como profesional

## Resultados en Grandes Vueltas
| Carrera | Carrera         | 2017 | 2018 | 2019  | 2020 |
| ------- | --------------- | ---- | ---- | ----- | ---- |
|         | Giro de Italia  | —    | —    | 128.º | —    |
|         | Tour de Francia | —    | —    | —     | —    |
|         | Vuelta a España | —    | —    | —     | —    |

—: no participa

Ab.: abandono